# Danziger Freiheit

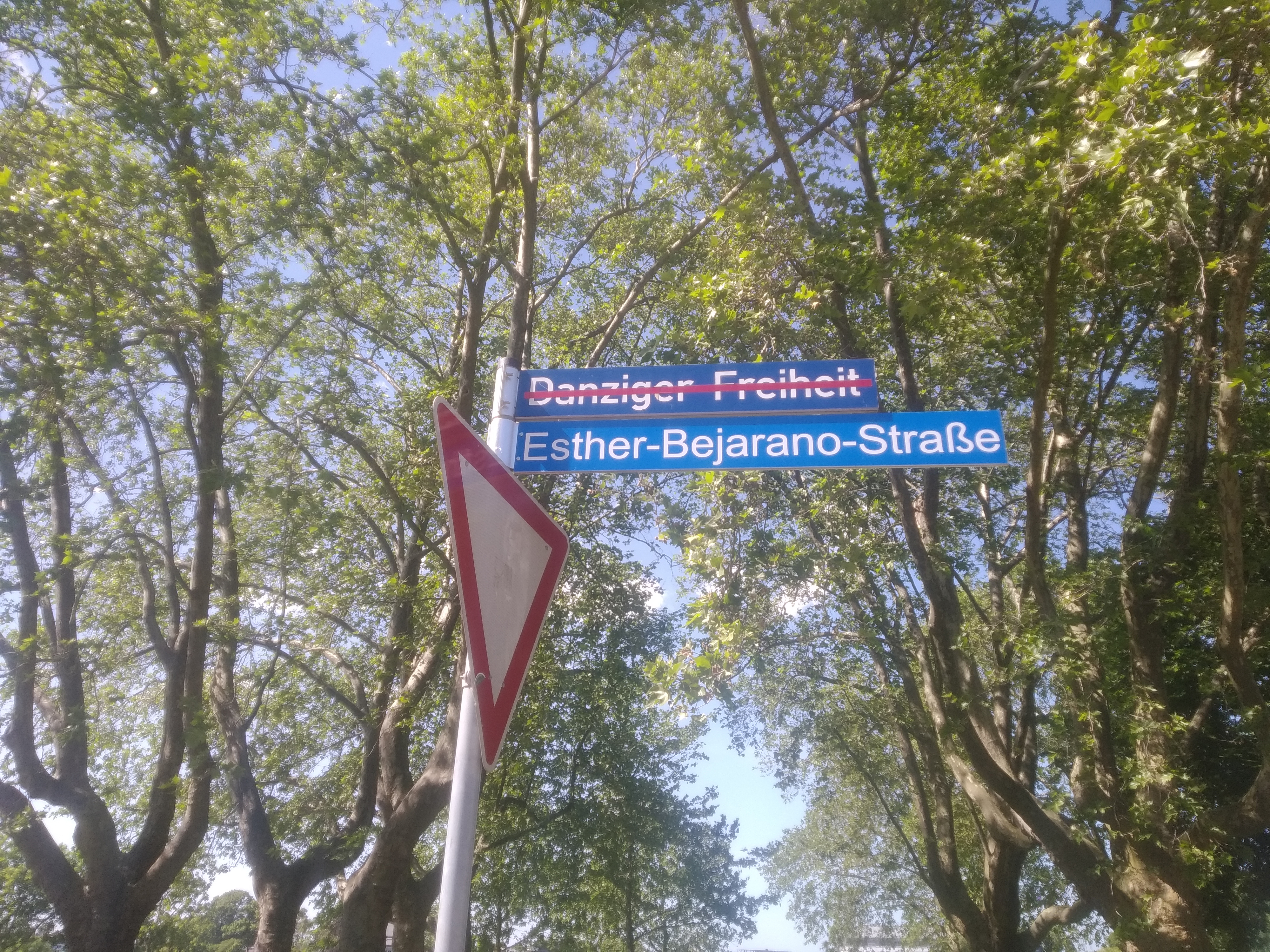
Nach der Umbenennung im April 2022 findet man in Koblenz das alte, rot durchgestrichene Straßenschild "Danziger Freiheit" sowie auch darunter das neue Schild "Esther-Bejarano-Straße". (Mai 2023)

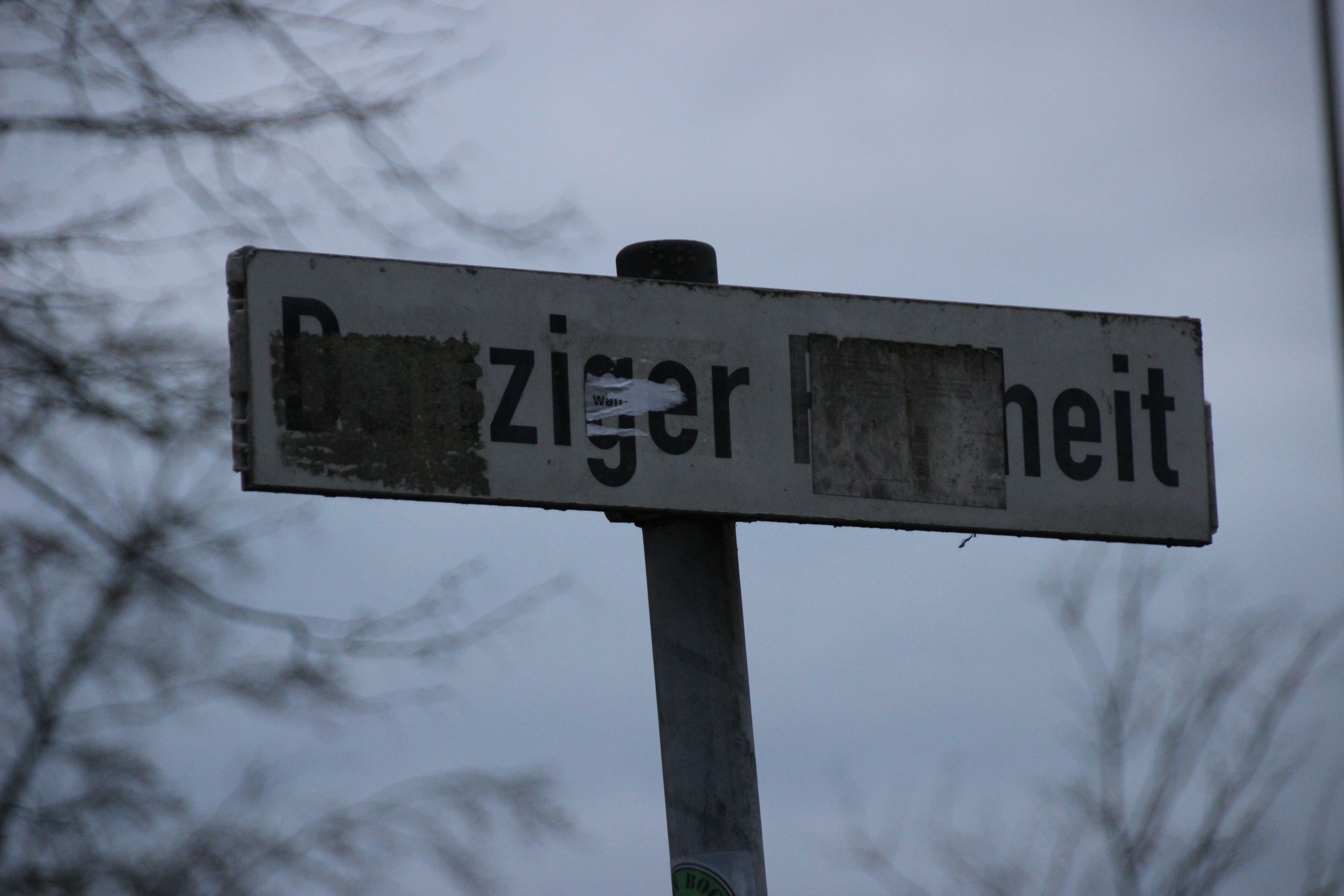
Straßenschild in Münster (2020)

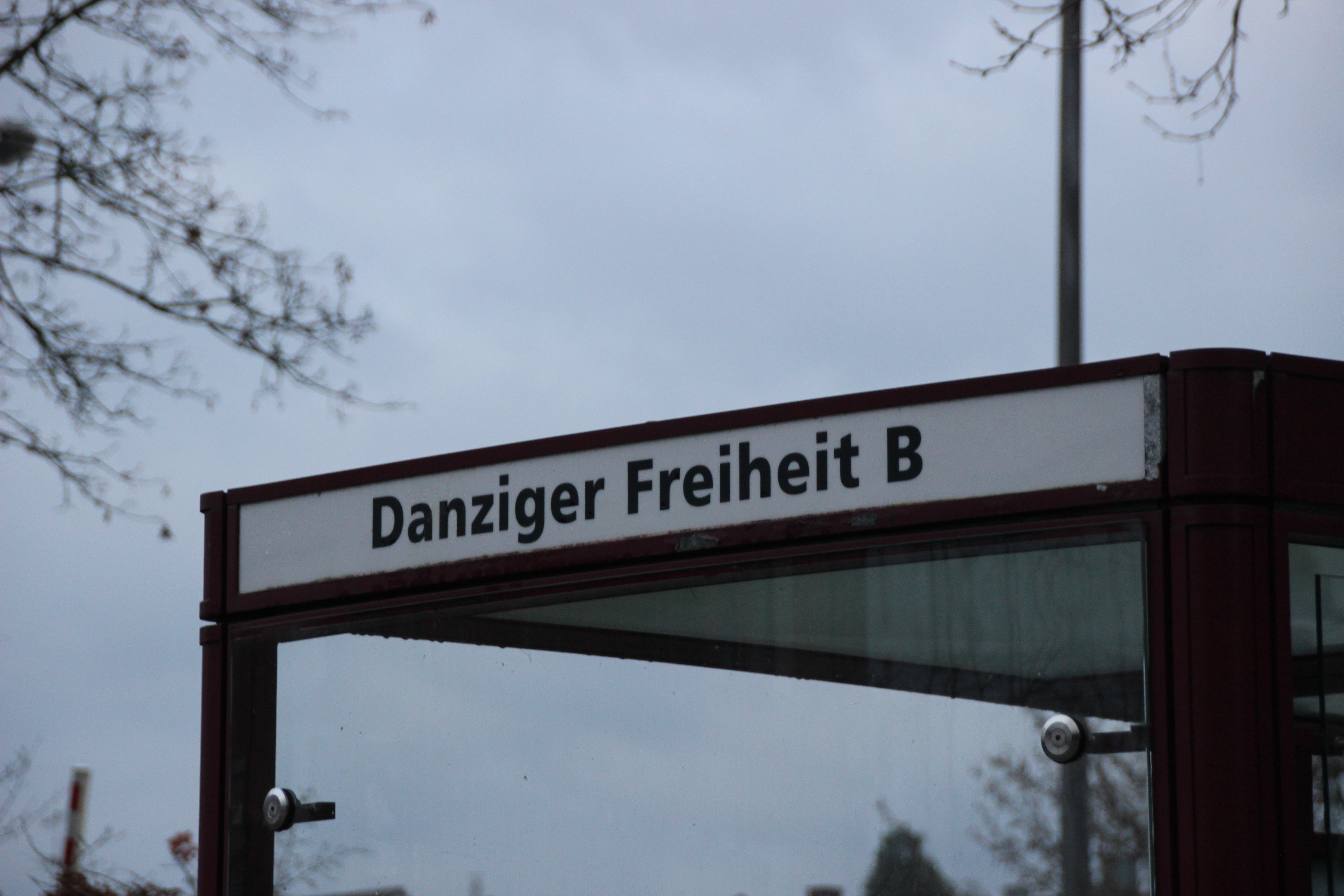
Bushaltestelle in Münster (2020)

Den Namen Danziger Freiheit tragen bzw. trugen zahlreiche öffentliche Plätze in deutschen oder ehemals deutschen Orten, sowie, davon abgeleitet, auch Haltestellen öffentlicher Verkehrsmittel.

## Hintergrund

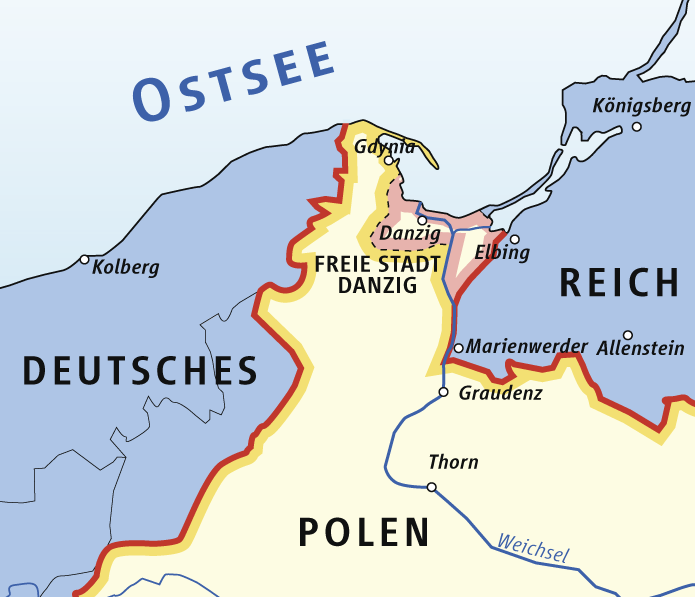
Gebiet der Freien Stadt Danzig nordöstlich des Polnischen Korridors

Nach dem verlorenen gegangenen Ersten Weltkrieg fiel 1919 durch den Friedensvertrag von Versailles fast ganz Westpreußen an Polen. Danzig hingegen wurde mit seiner näheren Umgebung gegen ihren Willen zur Freien Stadt unter Kontrolle des Völkerbundes erklärt, in das polnische Zollgebiet eingeschlossen und von Polen außenpolitisch vertreten.
Die Benennung öffentlicher Plätze als Danziger Freiheit beruht auf einem Aufruf der Verkehrszentrale im seit 1933 nationalsozialistisch regierten Danzig, in großen deutschen Städten einen verkehrsreichen Platz mit diesem Namen zu versehen. Hierbei berief sie sich auf eine Rede von Joseph Goebbels, die er am 17. Mai 1933 vor Vertretern des deutschen Fremdenverkehrs gehalten hatte. Der Danziger Senat warb seit 1933 bei deutschen Kommunalverwaltungen um entsprechende Benennung von Straßen und Plätzen. Von der Danziger Verkehrszentrale wurden in weiten Teilen standardisierte Briefe an eine Vielzahl deutscher Ortschaften verschickt.
Der Verlauf lässt sich exemplarisch am Fall Münchens nachvollziehen, bei dem ein solcher am 27. September 1933 verfasste Brief an Münchens Oberbürgermeister Karl Fiehler mit folgendem Wortlaut adressiert wurde:

„Sehr geehrter Herr Oberbürgermeister!
Wie Ihnen sicher bekannt ist, hat die Stadt Lübeck ihren grössten Platz, der bisher seinen Namen dem Novemberregime von 1918 verdankte, in »Danziger Freiheit« umgetauft.
Sie werden verstehen, dass wir in Danzig dieses Zeichen der Verbundenheit and der Treue der Hansestadt Lübeck mit uns, die wir gegen unseren Willen vom deutschen Mutterlande losgetrennt sind, auf das Dankbarste empfinden.
Durch das Ausrufen der beiden inhaltschweren Worte »Danziger Freiheit« von seiten der Strassenbahnschaffner, durch die Beschriftung eines solchen grossen Platzes, der als Verkehrsknotenpunkt mehrere Strassenschilder trägt, wird die Bevölkerung immer wieder an den Kampf des deutschen Danzigs, der entscheidend für das Schicksal der deutschen Ostmark ist, erinnert und aufgerüttelt.
Wir bitten Sie, sehr geehrter Herr Oberbürgermeister, uns in diesem Kampfe zu unterstützen und einen dar wichtigen Verkehrsplätze Ihrer den Namen »Danziger Freiheit« zu geben.
In diesem Zusammenhange möchten wir nicht unterlassen zu erwähnen, dass der Herr Reichsminister Dr. Goebbels am 17. Mai in seiner Rede vor den Vertretern des deutschen Fremdenverkehrs betont hat, dass die ständige Hinlenkung auf Danzig von grösster nationalpolitischer Bedeutung für die Existenz von Volk und Reich ist.
Heil Hitler
Danziger Verkehrsuentrale E.V.
Klose“

Danzigs Senator für Volksaufklärung und Propaganda Paul Batzer warb am 3. Oktober 1933 darum, mit der „Erfüllung der Bitte die enge Verbundenheit des deutschen Mutterlandes mit der Freien Stadt Danzig auch nach aussen hin zu dokumentieren“. Nach der erfolgten Umbenennung in München dankte Batzer im Namen von Senator Dr. Barth, des Leiters der Danziger Abteilung für Volksaufklärung und Propaganda, und betonte, die Umbenennung „bekundet nicht nur ein lebhaftes Interesse an dem Schicksal unserer deutschen Stadt und seiner Bevölkerung, sondern unterstützt tatkräftig abgetrennte deutsche Volksgruppen in dem Kampf um die Aufrechterhaltung ihres Deutschtums und ihrer deutschen Kultur“. Einen Tag später dankte auch Klose für den „vorbildlichen Beweis der treuen Verbundenheit von Süd und Nord“.
Auf diese Weise sollte mit propagandistischem Vorgehen der Forderung nach einer Änderung des Status der Freien Stadt Danzig, nämlich einer erneuten Angliederung an das Deutsche Reich, Ausdruck geben werden. Mit der Machtübernahme der Nationalsozialisten 1933 verstärkte sich diese Forderung zur Kompensation erlittener Gebietsverluste.
In München wurde dem Aufruf Folge geleistet, da die Stadt wuchs und nach Eingemeindung mehrfach vergebene Straßennamen umbenannt werden mussten, um die Eindeutigkeit von Adressen weiterhin sicherzustellen. Dort, aber auch in Münster, wurde eine Umbenennung von solchen Plätzen präferiert, die mit nur wenigen anzupassenden Hausnummern einherging, um den bürokratischen Aufwand möglichst gering zu halten. In München wurden zwei Hausnummern neu vergeben, in Münster gibt es keinerlei Adressen, die zu dem gewählten Platz gehören.

## Partizipierende Orte
In vielen deutschen Orten waren Plätze mit diesem Namen zu finden, in einigen tragen sie diesen Namen noch heute.
| Ort                  | Benennung als Danziger Freiheit | heutige Benennung                                                 |
| -------------------- | ------------------------------- | ----------------------------------------------------------------- |
| Bremen               | ab 1933                         | Nordstraße                                                        |
| Chemnitz             | bis 1945                        | Arthur-Strobel-Straße                                             |
| Dortmund             | 1934–1946                       | Brügmannplatz                                                     |
| Dresden              | 1939–1945                       | Siegfried-Rädel-Platz (1945–1991), Ullersdorfer Platz (seit 1991) |
| Erfurt               | bis 1945                        | Stadtfreiheit                                                     |
| Freiburg im Breisgau |                                 | Johanniskirchplatz                                                |
| Gera                 | ab 1936                         | An der Spielwiese                                                 |
| Görlitz              | bis 1945                        | Brautwiesenplatz                                                  |
| Halle (Saale)        |                                 | Moritzburgring                                                    |
| Koblenz              | bis 2021                        | Esther-Bejarano-Str.                                              |
| Lübeck               | 1933–1945                       | Lindenplatz                                                       |
| Magdeburg            | 1935–1937                       | Olvenstedter Platz                                                |
| München              | 1933–1946                       | Münchner Freiheit                                                 |
| Münster              | 1934–2020                       | Warendorfer Straße                                                |
| Opole/Oppeln         | 1934/1935, 1943                 | Plac Jana Kazimierza                                              |
| Regensburg           | seit 1933                       | [ 19 ] [ 20 ]                                                     |
| Rostock              | 1935–1943                       | Dürerplatz                                                        |
| Stralsund            | bis 1946                        | Saßnitzer-Weg                                                     |
| Stuttgart            |                                 | Charlottenplatz                                                   |
| Wolfratshausen       | 1939–1945                       | Independence Place (1945–1956), Kolpingplatz (seit 1956)          |

## Umgang nach Kriegsende
Im Jahr 2018 gab es in Deutschland 1257 Straßen, Plätze oder Wege, die nach der Stadt Danzig benannt waren. Die als Danziger Freiheit benannten Plätze wurden jedoch zumeist nach dem Ende des Zweiten Weltkriegs wieder umbenannt. In einigen Fällen geschah dies auf Befehl der US-Besatzungsmacht. Oftmals entschied sich die Bevölkerung bzw. ihre gewählten Vertreter für eine Umbenennung, da die einstige Namensgebung als nicht mehr tragbares Relikt der Zeit des Nationalsozialismus empfunden wurde.